# Graham (Carolina del Nord)
Graham és una població dels Estats Units i seu del comtat d'Alamance a l'estat de Carolina del Nord. Segons el cens del 2008 tenia 14.533 habitants.

## Demografia
Segons el cens del 2000, Graham tenia 12.833 habitants, 5.241 habitatges i 3.385 famílies. La densitat de població era de 609,5 habitants per km².
Dels 5.241 habitatges en un 29,9% hi vivien nens de menys de 18 anys, en un 44% hi vivien parelles casades, en un 16,2% dones solteres, i en un 35,4% no eren unitats familiars. En el 30,1% dels habitatges hi vivien persones soles l'11,8% de les quals corresponia a persones de 65 anys o més que vivien soles. El nombre mitjà de persones vivint en cada habitatge era de 2,37 i el nombre mitjà de persones que vivien en cada família era de 2,91.
Per edats la població es repartia de la següent manera: un 24% tenia menys de 18 anys, un 9,9% entre 18 i 24, un 31,8% entre 25 i 44, un 20,1% de 45 a 60 i un 14,1% 65 anys o més.
L'edat mediana era de 34 anys. Per cada 100 dones de 18 o més anys hi havia 86,4 homes.
La renda mediana per habitatge era de 35.706 $ i la renda mediana per família de 40.769 $. Els homes tenien una renda mediana de 27.844 $ mentre que les dones 22.163 $. La renda per capita de la població era de 17.865 $. Entorn de l'11,9% de les famílies i el 14,9% de la població estaven per davall del llindar de pobresa.

## Poblacions més properes
El següent diagrama mostra les poblacions més properes.